# NGC 7716
NGC 7716 is een balkspiraalstelsel in het sterrenbeeld Vissen. Het hemelobject werd op 6 september 1831 ontdekt door de Britse astronoom John Herschel.

## Synoniemen
- UGC 12702
- MCG 0-60-19
- ZWG 381.13
- IRAS 23339+0001
- PGC 71883